# Reyli Barba
Reyli Barba (ur. 12 kwietnia 1972) – meksykański wokalista i kompozytor.

## Nagrody

### Premios TVyNovelas
| Rok  | Kategoria                | Telenowela       | Wynik     |
| ---- | ------------------------ | ---------------- | --------- |
| 2005 | Najlepszy motyw muzyczny | Cena marzeń      | Wygrana   |
| 2012 | Najlepszy motyw muzyczny | Zakazane uczucie | Nominacja |

### Premios Oye
| Rok  | Kategoria                                                                                         | Telenowela       | Wynik     |
| ---- | ------------------------------------------------------------------------------------------------- | ---------------- | --------- |
| 2013 | Najlepszy utwór przewodni z telenoweli, serialu, sztuki teatralnej lub filmu w języku hiszpańskim | Zakazane uczucie | Nominacja |

## Piosenki w telenowelach
- 2011-2012: Zakazane uczucie - utwór Te dejaré de amar
- 2005: La madrastra - utwór Amor del bueno
- 2004: Cena marzeń - utwór La descarada
- 2003: Ladrón de corazones - utwór Ladrón de corazones